# Альфтан
Альфта́н (швед. Alftan) — баронский и дворянский род.
Высочайшим указом, от 10/ 22 ноября 1886 года, Нюландский губернатор, генерал-лейтенант Георгий Антонович фон Альфтан возведён, с нисходящим его потомством, в баронское достоинство Великого княжества Финляндского. Род его внесён, в 1888 году в матрикул Рыцарского дома Великого Княжества Финляндского, в число родов баронских, под № 57.
Родоначальником русской ветви стал финляндский уроженец Карл-Вильгельм Абрамович Альфтан (1790—?), начавший русскую службу в 1809 году корнетом Гродненского гусарского полка; при отставке в 1816 году — штабс-капитан лейб-гвардии Конно-егерского полка; был полицмейстером в Тамбове (1816), управляющим Пензенской удельной конторой (1818), начальником Оренбургского таможенного округа (1846). Его потомки:
- Альфтан, Алексей Карлович (1814—1885) — генерал-лейтенант.
- барон Альфтан, Владимир Алексеевич (1860—1940) — русский военачальник, военный востоковед.